# Barcza Zsolt
Barcza Zsolt (Budapest, 1978. június 30. –) Kossuth-díjas zenész, a Csík zenekar tagja, főbb zeneeszközei a cimbalom, harmonika és az elektromos orgona. Zenéjét énekhanggal is kíséri.

## Életpálya
Gyermekkorát Gödöllőn töltötte, az általános iskolát és a gimnáziumot is ott végezte el.
13 évesen kezdett zongorázni. Zongoratanára Láng Gabriella zongoraművész volt, aki nagyon sok mindent tanított nemcsak a zongorázásról, de a zenélésről, zenei gondolkodásról is.
A népzenével először a gimnáziumban találkozott Dulai Zoltán barátja révén, akivel osztálytársak voltak. Dulai a FIX-STIMM zenekar prímása volt. Az ő javaslatára kezdett megtanulni harmonikázni, így szép lassan belecsöppent a „népi vonalba”. Egy darabig a Rozsdamaró Zenekarban tevékenykedett. Gyöngyösön a diplomázott, majd Kecskemétre költözött, itt találkozott Csík Jánossal és zenekarával. Felkérésére azóta velük muzsikál.

## Sikerei, díjai
A Csík Zenekar tagjaként 2010. december 3-án Prima Primissima díjas és 2013. március 15-én Kossuth-díjas lett.